# Муратов, Валентин Иванович
Валенти́н Ива́нович Мура́тов (30 июля 1928, Московская область, РСФСР, СССР — 6 октября 2006, Москва, Россия) — советский гимнаст, четырёхкратный олимпийский чемпион, сильнейший гимнаст 1950-х годов. Заслуженный мастер спорта СССР (1952). Абсолютный чемпион мира (1954 год). Чемпион мира в командном первенстве (1954, 1958 года), в вольных упражнениях (1954 года) и в упражнениях на перекладине (1954 год). Абсолютный чемпион СССР (1953, 1956 годов). После завершения спортивной карьеры старший тренер сборной СССР (1950-е — 60-е годы).

## Биография
Родился в 1928 году в деревне Костюково Каширского района Московской области. Вырос в Москве.
В Великую Отечественную войну в 1942 году отец Муратова пропал без вести, и Валентин остался на попечении матери. Во время войны трудился на заводе ГСКБ-47 фрезеровщиком.
В 1945 году вновь вернулся в школу, где учитель физкультуры В. А. Корольков увидел в Муратове будущего чемпиона и предложил ему заниматься в секции гимнастики. Вскоре Валентин был включён в сборную команду школы для участия в соревнованиях на первенство Москвы среди школьников, на которых занял четвёртое место. По окончании седьмого класса спортсмен поступил в Московское городское педагогическое училище физического воспитания, где продолжил тренировки.
В 1947 году впервые принял участие в чемпионате СССР, со второй попытки в 1948 году стал чемпионом СССР среди спортсменов, соревнующихся по программе первого разряда (выше только мастера). В 1949 году получил звание Мастера спорта. В 1950 году стал чемпионом страны в упражнениях на кольцах среди мастеров. Перед Олимпиадой 1952 года на одной из тренировок получил серьёзную травму, однако с шестого места все же отбирается в Олимпийскую сборную СССР. На играх в Хельсинки Валентин Муратов завоевал золотую медаль в командных соревнованиях, а по сумме многоборья занял четвёртое место. Период с 1953 по 1956 год являлся пиком спортивной карьеры Валентина Муратова. В эти годы он выступал особенно успешно, показывая высокие результаты, удерживая почти во всех соревнованиях позицию в призовой тройке. В мае 1953 года на первенстве СССР в Киеве он завоевал звание абсолютного чемпиона СССР по гимнастике. На чемпионате мира 1954 года Муратов был лучшим как в составе команды, так и в личном первенстве. На Олимпийских играх 1956 года в Мельбурне завоевывает четыре медали: три золотые (за командное первенство, первенство в опорном прыжке и вольных упражнениях) и одна серебряная — за упражнение на кольцах, становясь, таким образом, четырёхкратным олимпийским чемпионом. До 1959 года Муратов сохранял место в сборной команде страны, занимал призовые места, стал обладателем золотой медали в командном зачете на первенстве мира 1958 года.
Член КПСС с 1958 года. В 1959 году после серьёзной травмы переходит на тренерскую работу, сначала возглавляет сборную команду Москвы по гимнастике, затем стал главным тренером сборных команд СССР (1960—1968 годы). Из подопечных Валентина Ивановича Муратова можно выделить многократных Олимпийских чемпионов: Ларису Латынину, Людмилу Турищеву, Ольгу Корбут, Бориса Шахлина и других.
Супруга, Софья Ивановна Муратова, тоже гимнастка, заслуженный мастер спорта, олимпийская чемпионка (1956, 1960 годов), многократная чемпионка мира, Европы, СССР.
Скончался на 78-м году жизни 6 октября 2006 года. Похоронен в Москве на Митинском кладбище, рядом с супругой, которая скончалась раньше на несколько дней.

## Награды
- орден Ленина (27.04.1957) — «за успехи, достигнутые в деле развития массового физкультурного движения в стране, повышения мастерства советских спортсменов, и успешное выступление на международных соревнованиях»
- медаль «За оборону Москвы»

## Образ в изобразительном искусстве
Валентин Муратов изображён на картине «Гимнасты СССР» академика Российской академии художеств Дмитрия Жилинского.